# Promień wodzący
Promień wodzący – długość wektora wodzącego.
Przykładowe konteksty:
1. Jedna ze współrzędnych biegunowego układu współrzędnych[1],
2. Długość wektora liczby zespolonej na płaszczyźnie zespolonej, czyli moduł liczby zespolonej[2],
3. W fizyce używany do ustalania położenia punktu materialnego względem układu współrzędnych[3],
4. Promień wodzący planety to odcinek łączący ją z gwiazdą, centralną masą układu planetarnego[4].